# Andinsk ullkrage
Andinsk ullkrage (Pseudocolaptes boissonneautii) är en fågel i familjen ugnfåglar inom ordningen tättingar.

## Utbredning och systematik
Andinsk ullkrage förekommer som namnet avslöjar i Anderna, från Colombia och västra Venezuela till västra Bolivia. Det råder oenighet hur många underarter den bör delas in i. Clements et al erkänner tio underarter, med följande utbredning:
- P. b. boissonneautii – förekommer i Anderna i Colombia och norra Ecuador
- P. b. striaticeps - förekommer i kustnära Cordillera i norra Venezuela
- P. b. meridae – förekommer i Anderna i västra Venezuela (Táchira, Mérida och Trujillo)
- P. b. oberholseri – förekommer i södra Colombia
- P. b. orientalis – förekommer i Anderna i södra Ecuador
- P. b. intermedianus – förekommer i västra Anderna i Peru (Piura)
- P. b. pallidus – förekommer i Anderna i nordvästra Peru (Cajamarca)
- P. b. medianus – förekommer i Anderna i norra Peru (från Cajamarca till La Libertad)
- P. b. auritus – förekommer i Anderna i centrala Peru (Huánuco, Cuzco och Puno)
- P. b. carabayae – förekommer i Anderna i sydöstra Peru (Puno) och västra Bolivia

International Ornithological Congress inkluderar istället orientalis i oberholseri och pallidus i medianus

## Status och hot
Arten har ett stort utbredningsområde, men tros minska i antal, dock inte tillräckligt kraftigt för att den ska betraktas som hotad. Internationella naturvårdsunionen IUCN listar arten som livskraftig (LC).